# Max Corvalán
Max René Corvalán Leiva (Molina, 3 de agosto de 1954-Vicuña, 18 de marzo de 2021) fue un actor chileno que se desempeñó en teatro, cine y televisión.

## Biografía
Hijo de Julia Leiva y Agustín Corvalán. Realizó sus estudios de actuación teatral en la Facultad de Artes de la Universidad de Chile.
Desarrolló la mayor parte de su carrera en teatro. Formó parte del Teatro Nacional Chileno, participando en obras como Pedro Urdemales, Los principios de la fe y El toro por las astas, y del Teatro Itinerante, integrando los elencos de Romeo y Julieta, Chañarcillo, Las tentaciones de Pedro P., Sueño de una noche de verano y La princesa Panchita.
También integró la compañía El Bufón Negro, junto con Mateo Iribarren, Alejandro Trejo y Patricia Rivadeneira, con quienes protagonizó la aclamada obra El coordinador (1993) de Benjamín Galemiri, dirigida por Alejandro Goic, y donde tuvo el papel de Milan. Participó en el reestreno de El coordinador en 2010.
Además actuó en obras como El abanderado (1987), El círculo de tiza caucasiano (2001) y Antilázaro (2000) de Alejandro Goic, donde interpretó a Nicanor Parra.
Corvalán también tuvo una extensa carrera en cine y televisión. Su debut en cine fue con la película Caluga o menta en 1990. Entre sus roles más recordados en televisión está el personaje Padre Renato de la serie Los 80.

## Filmografía

### Cine
- Caluga o menta (1990)
- La pareja (1993)
- Función de gala (2007)
- Secretos (2008)
- Quiero entrar (2011)
- 03:34 Terremoto en Chile (2011)
- El Tío (2013)
- Neruda (2014)
- Las cartas secretas de mi madre (2014)
- Perkin (2018)
- Pacto de fuga (2020)

### Televisión
- La dama del balcón (1986)
- Mea culpa (2003-2007)
- Hippie (2004)
- Los 80 (2008-2014)
- Diario de mi residencia en Chile: María Graham (2013)
- Juana Brava (2015)
- 12 días que estremecieron Chile (2017)